# Rhodanthidium siculum
Rhodanthidium siculum is een vliesvleugelig insect uit de familie Megachilidae. De wetenschappelijke naam van de soort is voor het eerst geldig gepubliceerd in 1838 door Spinola.